# Цесаревић
Цесаревић (рус. цесаревич, од лат. Caesar) била је титула престолонасљедника у Руској Империји од 1797. године.
Пуна титула је гласила: Његово императорско височанство насљедник цесаревић и велики кнез (рус. Его Императорское Высочество Наследник Цесаревич и Великий Князь).

## Назив
У страним језицима често се ријеч цесаревић (рус. цесаревич) мијеша са ријечју царевић (рус. царевич) јер раније титула цесаревића никада није коришћена, а до Петра Великог титула царевића је била титула свих синова цара (не само престолонасљедника).
Такође, титуле цесаревић и царевић потичу од ријечи истог поријекла — цезар (цесар, кесар, ћесар) и цар — од лат. Caesar.

## Историја
Након што је цар Петар Велики узео титулу императора (1721) нестале су из употребе титуле царевића и царевне (посљедње царевне су биле кћерке цара Ивана V). Од тада су се кћерке императора Петра Великог називале цесаревнама (тада синова није имао). Крајем 1761, при ступању на престо, император Петар III Фјодорович је своме сину јединцу Павлу Петровичу дао титулу „владара цесаревића и великог кнеза“ (рус. Государь Цесаревич и Великий Князь).
Након што је Павле ступио на престо, новембра 1796, за цесаревића је прогласио свог најстаријег сина Александра Павловича. Титула „насљедника цесаревића и великог кнеза“ је по породичном правилнику за чланове Императорског дома (рус. Учреждение о Императорской Фамилии) постала званична титула за престолонасљедника. Међутим, 1799, император Павле је титулу цесаревића дао и свом млађем сину Константину Павловичу (али без титуле насљедника). Он је титулу носио и за вријеме владавине Александра I Павловича, али и након 1825. када се одрекао престола у корист млађег брата Николаја I Павловича.
Након 1825. титула цесаревића додјељивала се само једној особи, престолонасљеднику.
Када је крајем 1894. император Николај II Александрович ступио на престо за насљедника и цесаревића је прогласио свог млађег брата великог кнеза Георгија Александровича (јер тада није имао сина). Георгиј је тек био потенцијални престолонасљедник. Након што је 1899. преминуо цесаревић Георгиј за насљедника је проглашен велики кнез Михаил Александрович. Међутим, он није добио и титулу цесаревића. Сматрало се да је и Георгиј погрешно имао титулу јер је, као и Михаил, тек био потенцијални насљедник до рођења императоровог сина. Указом исте године Михаил Александрович је добио титулу „Његово императорско височанство владар насљедник и велики кнез“ (рус. Его Императорское Высочество Государь Наследник и Великий Князь).
Када је 1904. рођен велики кнез Алексеј Николајевич добио је титулу „насљедника цесаревића и великог кнеза“, по породичном правилнику. Он је био посљедњи цесаревић у Руској Империји. Након Фебруарске револуције (1917) титулу цесаревића је од 1924. до 1938. носио велики кнез Владимир Кирилович, насљедник Кирила Владимировича који се прогласио за императора сверуског у изгнанству. Од 1992. титулу цесаревића носи велики кнез Георгиј Михајлович, син јединац велике кнегиње Марије Владимировне која је старјешина Руског императорског дома у изгнанству.

## Цесаревићи
Титулу цесаревића су носили:
- Павле Петрович — цесаревић (1761—1796), император (1796—1801);
- Александар Павлович — цесаревић (1796—1801), император (1801—1825);
- Константин Павлович — цесаревић (1799—1831);
- Александар Николајевич — цесаревић (1831—1855), император (1855—1881);
- Николај Александрович — цесаревић (1855—1865);
- Александар Александрович — цесаревић (1865—1881), император (1881—1894);
- Николај Александрович — цесаревић (1881—1894), император (1894—1917);
- Георгиј Александрович — цесаревић (1894—1899);
- Алексеј Николајевич — цесаревић (1904—1917).